# VTMkerst
VTMkerst was het tweede digitale kanaal van Medialaan (Roularta/De Persgroep), die de commerciële Vlaamse zender VTM bezit. Het kanaal was gratis, maar enkel via Telenet Digital TV te zien. Het was een tijdelijke zender die liep vanaf 2 december 2006 tot 7 januari 2007.
VTMkerst bracht typische gezellige warmte van de feestdagen. Het aanbod was speciaal voor de kids en al wie jong van hart is. De speerpunten waren: het kidsblok, dagelijkse familiefilm, prestige fictie van eigen bodem en humor.
Omroepsters waren er niet bij VTMkerst. Wel trok televisiegezicht Erika Van Tielen door Vlaanderen om VTMkerst-kijkers te verrassen met geschenken. De bezoekjes werden gefilmd en tussen de verschillende programma's op de digitale televisiezender uitgezonden. De ex-Ketnet wrapster nam telkens een ander bekend gezicht mee op bezoek bij de kijker.
Speciaal voor VTMkerst werd op verschillende plaatsen in Vlaanderen een twee meter hoge kerstmuts opgezet met daarin een camera. De kerstmuts deed dienst als babbelbox en verzamelde de kerstwensen van voorbijgangers. De leukste fragmenten waren te zien op VTMkerst.
Tot slot was er nog de reuzenkerstboom voor het VTM-gebouw in Vilvoorde. VTMkerst-kijkers konden van 22.30u tot 7.00u via hun afstandsbediening de kleur kiezen van de kerstlampjes die moesten oplichten. Alles werd live in beeld gebracht, dit op de tonen van kerstklassiekers.
VTMkerst was een groot succes. Al in de eerste week van zijn bestaan nestelde VTMkerst zich in de top tien van de populairste zenders, met een zevende plaats als uitschieter. Uit het onderzoek bleek tevens dat het kanaal op dagbasis (tussen 17.30 en 24.00 uur) een gemiddeld marktaandeel van 2,6 procent haalde.